# 成虫
成虫（せいちゅう）とは、昆虫において十分に成長をし、これ以上の成長や変態をおこさない最終形態である。昆虫に類似した他の動物（蜘蛛類や多足類などの節足動物）に対しても使用する場合がある。より生物一般の用語としては、成体という。

## 一般的特徴
一般に認識されている昆虫の形態は、この成虫のものである。昆虫の分類は、基本的には成虫で行われる。昆虫の場合は、成虫になれば脱皮しない。
昆虫の幼虫をその種の未完成の姿と見なすならば、成虫は、その種の現段階での最終の姿である。幼虫は成長の過程で太古の昔から現在までの発達段階を個体として短期に行っているといえる。他の脊椎動物などが胎内や卵の中で行うことに似ている。あまりにも繁殖に特化した存在である場合もある。たとえば成虫になると餌を採らないもの（ホタル・カイコ・カゲロウなど）、あるいは成虫の時期が極めて短いもの（セミ・カゲロウ・ネジレバネなど）などがある。
成虫は翅を持って飛ぶものである。したがって、基本的には陸生である。昆虫には、幼虫が水生昆虫として水中で生活し、成虫が陸で暮らすものが結構たくさんある（カゲロウ・カワゲラ・トビケラなど）が、逆のものはない。

米国のセミ (Tibicen) の羽化2時間の短縮のアニメーション

## 変態
昆虫は幼虫から成虫へと、大なり小なり姿を変える。つまり変態する。昆虫においては、変態の形には大きく二つある。
- 不完全変態 : 幼虫が成虫とさほど変わらない形で、幼虫の最終脱皮で成虫になる。幼虫時代に背中に翅の芽が出ている。
- 完全変態 : 幼虫は一旦蛹になってから成虫になる。蛹になるまでは、外見的には羽根は見えない。

## 翅
成虫は、活動範囲を広げること、及び繁殖相手を効果的に探し出せるように、大抵の昆虫は成虫時に翅を持っている。したがって、翅の完成をもって成虫と判断することが一般には可能である。中には翅を持つ仲間にあっても、成虫が翅を持たない種もあり、そのようなものは、成虫であるかどうかの判断が難しくなる。逆に、翅が発達しても成体でないのがカゲロウ類の若虫で、翅が完成した後に、もう一度脱皮して成虫になる。

## 繁殖行動
成虫となった個体は、繁殖にかかる一連の行動が可能となる。だが、ハチなどの一部の昆虫では、繁殖行為が許される雌が巣の中でごく限られている場合があり、働き蜂のように、雌の成虫であるにもかかわらず繁殖能力を持たないものもいる。形態的には、外性器が発達するものであれば、それをもって成虫と判断することが可能である。
昆虫には、成虫になってから繁殖を始めるまでに一定の成熟期間の必要なもの（トンボなど）もあるが、成虫になった途端に繁殖活動にはいるものもある。中には、ある種のハチやハエに見られるように、雄が雌の蛹を確保してしまうというような形で、蛹の段階から繁殖活動に関わってしまうものもある。

## 幼生成熟
昆虫の中には、雌が成虫の形にまで成長をせずに繁殖行動を行うものもいる。蓑虫の成虫はミノガと呼ばれる蛾の仲間だが、羽根を持った一般的な蛾の姿になるのは雄のみで、雌は幼虫のような形態のままで蓑の中で一生を送ることが知られており、幼虫の姿のまま交尾や産卵を行う。この場合は、その幼虫の形で繁殖を行う姿が成虫、ということになる。